# Jüdischer Friedhof Mühlhausen (Thüringen)

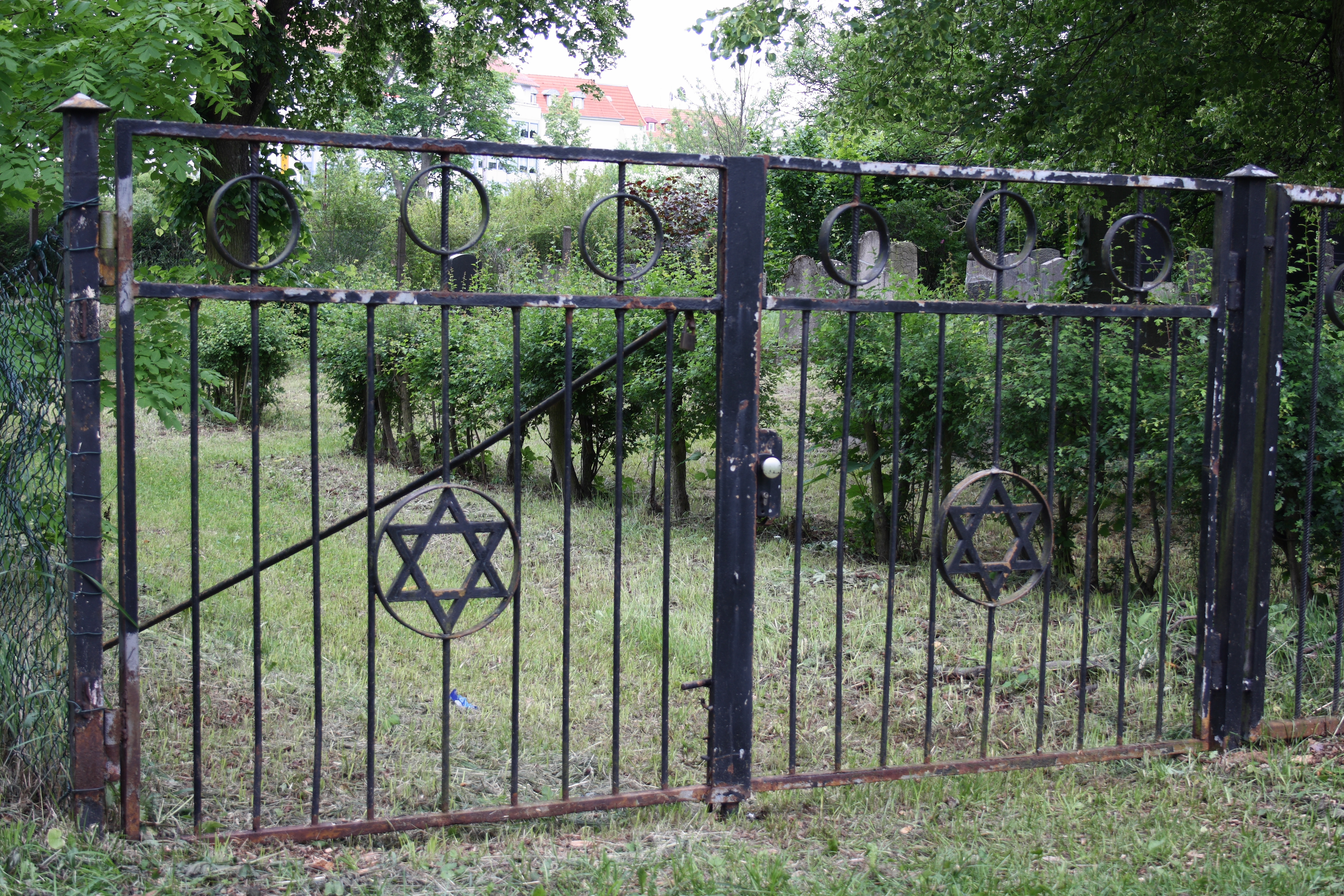
Eingang zum jüdischen Friedhof in Mühlhausen

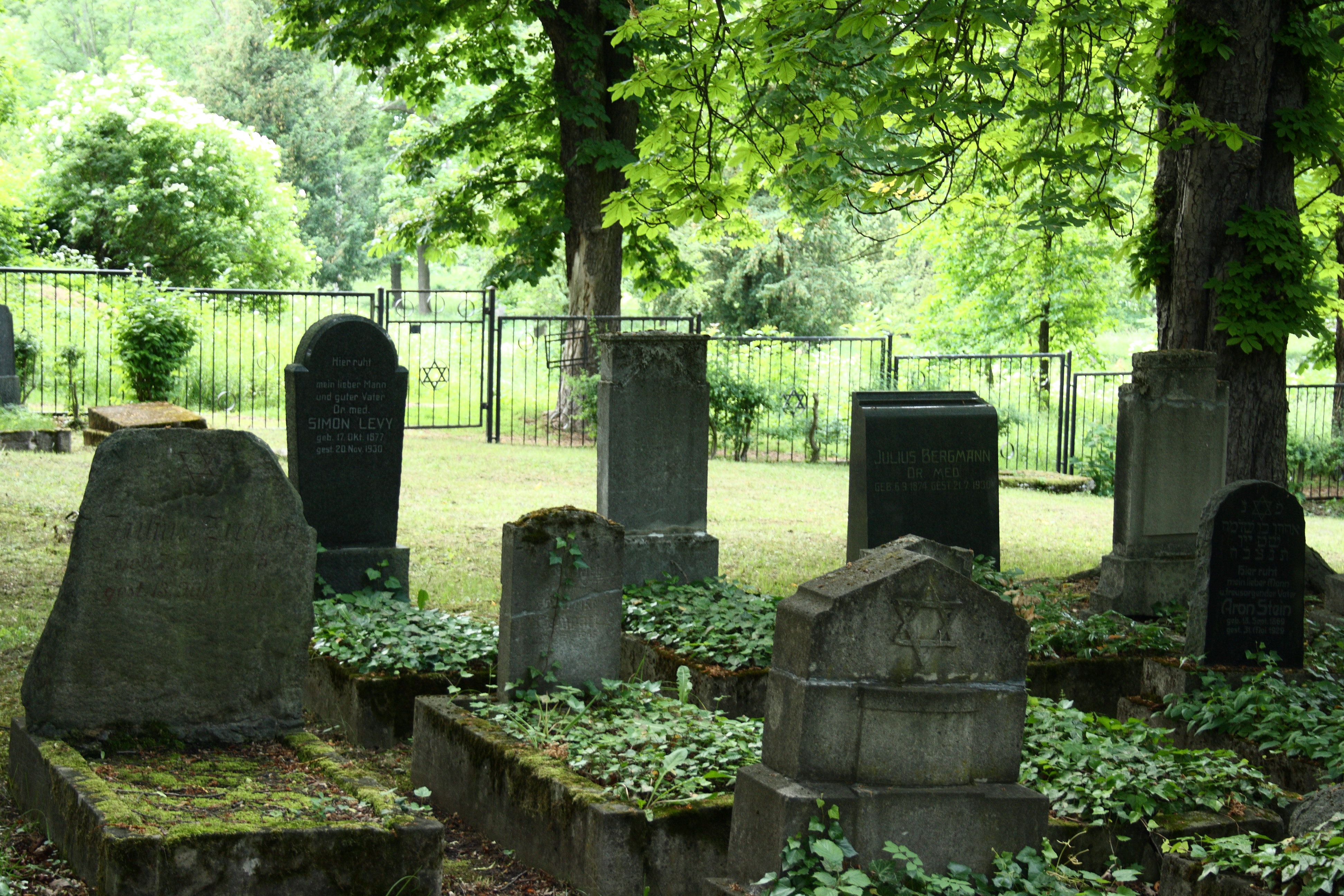
Grabsteine

Der Jüdische Friedhof in Mühlhausen, der Kreisstadt des Unstrut-Hainich-Kreises im Nordwesten Thüringens, wurde 1872 errichtet. Der jüdische Friedhof, östlich der Eisenacher Straße zwischen Heinrich-Pfeiffer-Straße und Martini-Schule, ist ein geschütztes Kulturdenkmal.

## Geschichte
Der alte jüdische Friedhof in Mühlhausen ist seit 1417 nachweisbar. Er befand sich An der Burg, im Westen entlang der Stadtmauer. 1900/01 wurden die Grabsteine auf den Friedhof in der Eisenacher Straße überführt und das Gelände eingeebnet, das heute zum großen Teil als Rasenfläche erhalten ist.
Im Jahr 1872 erhielt die Jüdische Gemeinde Mühlhausen am östlichen Bereich des kommunalen Friedhofs eine Fläche von 300 m². Die Bestattungen begannen im selben Jahr, die letzte Beisetzung war im Jahr 1944. Heute befinden sich auf dem jüdischen Friedhof 151 Grabstellen. Da der kommunale Friedhof aufgelöst und teilweise überbaut wurde, befindet sich der jüdische Friedhof am Rande einer Grünanlage. Er wurde in den 1970er und 1980er Jahren mehrmals geschändet.